# Hypena pelodes
Hypena pelodes là một loài bướm đêm trong họ Erebidae.